# 鹿島石油
{{基礎情報 会社
| 社名 = 鹿島石油株式会社
| 英文社名 = KASHIMA OIL CO.,LTD
| ロゴ = 
| 画像 = 
鹿島製油所（茨城県神栖市）
| 種類 = 株式会社
| 市場情報 = 非上場
| 略称 = KOC
| 郵便番号 = 100-0004
| 本社所在地 = 東京都千代田区大手町1-1-2
大手門タワー・ENEOSビル
| 設立 = 1967年（昭和42年）10月30日
| 業種 = 石油・石炭製品
| 事業内容 = 石油製品・石油化学製品の製造・販売
鹿島アロマティックスの生産受託
| 代表者 = 代表取締役社長 [[寺本光司］］
| 資本金 = 200億円
| 売上高 = 379億3500万円
| 営業利益 = ▲7800万円
| 経常利益 = 10億4900万円
| 純利益 = 5億6800万円
| 純資産 = 427億9100万円
| 総資産 = 1,062億5900万円
| 従業員数 = 
| 決算期 = 3月31日
| 主要株主 = ENEOS株式会社 
三菱ケミカル株式会社 
株式会社JERA
| 主要子会社 = 
| 関係する人物 = 高萩光紀
| 外部リンク = https://www.kashima-oil.co.jp/
| 特記事項 = 財務データは2024年3月末時点
}}
鹿島石油株式会社（かしませきゆ、英文社名 KASHIMA OIL CO., LTD.）は、原油の精製を行う企業である。ENEOS（旧・ジャパンエナジー）の子会社で、東日本におけるENEOSグループの一大拠点である鹿島製油所を擁する。

## 歴史
石油精製事業を行う鹿島コンビナートの中核的存在として、三菱油化、東京電力、共同石油、大協石油の4社の共同出資により、1967年（昭和42年）に設立された。鹿島製油所の当初の精製能力は12万バレル/日でスタートしたが、1971年（昭和46年）には18万バレル/日になった。
1978年に千葉港からのパイプラインが未開通のまま開港した成田空港への航空燃料供給も担っていた。
2008年（平成20年）に鹿島アロマティックスのアロマ製造設備が完成したことにより、精製能力は27万/日まで増強された。

### 年表
- 1967年（昭和42年）10月30日 - 会社設立。
- 1999年（平成11年）12月 - ジャパンエナジーの関連会社から子会社となる。
- 2004年（平成16年）9月30日 - コスモ石油が鹿島石油の株式（保有比率 17.15%）をジャパンエナジーに譲渡。
- 2010年（平成22年）5月 - 原油処理能力を19.5万バレルに削減
- 2010年（平成22年）6月 - 本社を東京都千代田区大手町二丁目（JXビル内）に移転。
- 2010年（平成22年）7月1日 - 親会社のジャパンエナジーが新日本石油と事業統合、JX日鉱日石エネルギーとなる。
- 2016年（平成28年）1月 - 本社を東京都千代田区大手町一丁目1番2号に移転。

## 鹿島製油所
鹿島製油所（かしませいゆしょ）は、鹿島港に面する茨城県神栖市にある鹿島石油の製油所である。ENEOSグループの東日本における一大拠点であり、石油製品や石油化学製品を生産している。周辺は鹿島臨海工業地帯で、周囲の化学メーカーなどとコンビナートを形成する。
2008年（平成20年）にジャパンエナジー・三菱化学・三菱商事の3社が出資する鹿島アロマティックス株式会社 (KAC) のアロマ製造設備が完成、その操業管理を鹿島石油が受託している。

### データ
- 所在地：茨城県神栖市東和田4
- 敷地面積：269万m2[4]
- 従業員：481人（2007年3月31日現在）[4]
- 原油処理能力：252,500バレル/日

### 主な生産品
| - ガソリン - ナフサ - 灯油 - ジェット燃料 - 灯油 - 軽油 - A重油 | - C重油 - アスファルト - LPガス - 硫黄 - キシレン - パラキシレン - ベンゼン |

### 主要設備
括弧内は生産能力を表す。
- 常圧蒸留装置 （210,000バレル/日）
- コンデンセート蒸留装置 （60,000バレル/日、KAC所有）
- 減圧蒸留装置 （42,000バレル/日）
- 接触分解装置 （35,500バレル/日）
- 接触改質装置 （22,000バレル/日）
- 接触改質装置 （20,000バレル/日、KAC所有）
- 水素化脱硫装置
  - ナフサ脱硫装置 （23,000バレル/日）
  - ガソリン脱硫装置 （27,000バレル/日）
  - 灯軽油脱硫装置 （90,000バレル/日）
  - 間接脱硫装置 （25,000バレル/日）
  - 直接脱硫装置 （30,000バレル/日）
- パラキシレン製造装置 （150,000トン/年）
- パラキシレン製造装置 （424,000トン/年、KAC所有）
- 芳香族溶剤（ベンゼン）抽出装置 （192,000トン/年、KAC所有）

### 製油所の沿革
- 1970年（昭和45年）3月17日 - 操業開始（精製能力：120,000バレル/日）。
- 1971年（昭和46年）7月 - 精製能力を180,000バレル/日に増強。
- 1991年（平成3年）6月 - パラキシレン製造装置新設。
- 2003年（平成15年）1月 - 精製能力を190,000バレル/日に増強。
- 2006年（平成18年） - 精製能力を210,000バレル/日に増強。
- 2008年（平成20年）1月4日 - 鹿島アロマティックスのアロマ製造設備が完成。精製能力を270,000バレル/日に増強。

### その他
- かつては、鹿島臨海鉄道奥野谷浜駅に繋がる、製品出荷用の鉄道路線（専用側線）を有していた。

## 関連企業
- セバック株式会社